# Первушина, Любовь Васильевна
Любовь Васильевна Первушина (1865—1940) — российская деятельница образования, педагог.
Бессменная начальница Пермского Епархиального женского училища, ныне в этом здании находится Пермский государственный хореографический колледж.

## Биография
Родилась 19 августа 1865 года в семье священника села Кольцово Пермского уезда Василия Михеевича Первушина (1828—1898), происходившего из известной династии уральских священников. Одним из видных представителей династии был Иван Михеевич Первушин — священник и математик, член-корреспондент Петербургской академии наук, родной дядя Любови Первушиной.
В 1876 году девочка поступила в Пермскую Мариинскую женскую гимназию, зарекомендовав себя прилежной ученицей с самого начала обучения. Окончила гимназию в 1883 году с золотой медалью, получив звание домашней наставницы по математике. В сентябре 1885 года состояла в должности воспитательницы общежития при этой же гимназии.

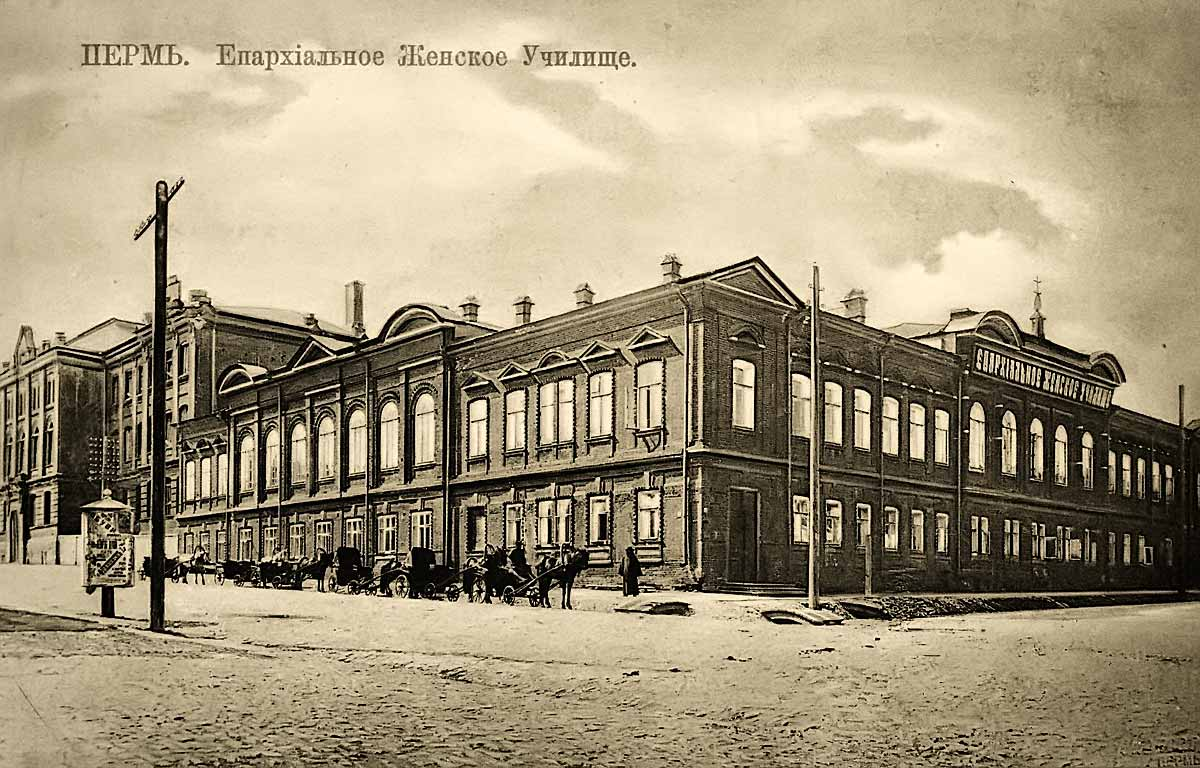
Здание Пермского Епархиального училища до революции

26 июня 1891 года, резолюцией Его Преосвященства, Преосвященного Владимира, Епископа Пермского и Соликамского, Любовь Васильевна Первушина была назначена начальницей Пермского Епархиального училища, которое открыло свои двери для учеников 1 сентября 1891 года. Первушина была его единственной начальницей вплоть до закрытия училища в 1918 году после Октябрьской революции. Как педагог, она преподавала арифметику, алгебру, геометрию, дидактику, историю и географию. Всецело отдаваясь работе, заботясь о развитии и процветании училища, не завела собственной семьи.
Поддерживала отношения со многими настоятелями российских монастырей, в числе которых были: игуменья Олимпиада (Христо-Рождественский монастырь Вятской губернии, в миру — Пелагея Золотарева), игуменья Ангелина (Спасо-Бородинский монастырь, в миру — Ангелина Курочкина), игуменья Руфина (основательница Иоанно-Богословского монастыря в городе Чердыни, в миру Ольга Кокорева).
За заслуги перед обществом серебряной медалью «В память царствования императора Александра III», малой золотой медалью «За усердие» на Аннинской ленте, большой шейной золотой медалью «За усердие» на Александровской ленте и медалью «В память 25-летия церковных школ».
Почти отсутствуют данные о послереволюционном периоде жизни Первушиной. Возможно, она покинула Пермский край с отступающими войсками адмирала Колчака. Известно, что в 1924 году Любовь Васильевна проживала в Знаменском женском монастыре в Иркутске, который был закрыт в 1926 году. Известно также, что в 1937 году она находилась в Иркутске и занималась преподавательской деятельностью.
Умерла в Перми в 1940 году.